# Yanornithiformes
Yanornithiformes — вимерлий ряд примітивних птахів, що існував у ранній крейді (125—120 млн років тому). Викопні рештки представників ряду знайдені у Китаї (у формаціях Їсянь та Цзюфотан). Містить дві родини Hongshanornithidae та Songlingornithidae.